# Rio Mangini
Rio Mangini (6 de outubro de 2002, Califórnia) é um ator estadunidense. Ele ficou mais conhecido por interpretar Ace McFumbles na série Bella and the Bulldogs e McQuaid na série Everything Sucks!.

## Filmografia
| Ano       | Título                              | Papel                       | Notas                                                                |
| --------- | ----------------------------------- | --------------------------- | -------------------------------------------------------------------- |
| 2012      | Six Letter Word                     | Jax                         | Curta-metragem                                                       |
| 2013      | Marvin Marvin                       | Tom                         | "Battle of the Bands" episódio                                       |
| 2013      | What If                             | Jovem David / Avô / Criança | 3 episódios                                                          |
| 2013      | The Garcias Have Landed             | Felix Garcia                | Filme televisivo                                                     |
| 2013      | Kickin' It                          | Sam                         | 5 episódios                                                          |
| 2013      | Pizza Bear Delivery Challenge       | Judah                       | Curta-metragem                                                       |
| 2014      | Good Luck Charlie                   | Matt                        | "Good Bye Charlie" episódio                                          |
| 2014      | Switched at Birth                   | Sammy                       | "Dance Me to the End of Love" episódio                               |
| 2014      | The Little Rascals Save the Day     | Woim                        | Filme                                                                |
| 2014      | Doc McStuffins                      | Ian                         | "Crikey! It's Wildlife Will!/Rootin' Tootin' Southwest Sal" episódio |
| 2014      | Finders Keepers                     | Dylan                       | Filme televisivo                                                     |
| 2014      | See Dad Run                         | Carlos                      | 2 episódios                                                          |
| 2015–2017 | Miles from Tomorrowland             | Rygan                       | 4 episódios                                                          |
| 2015      | One Crazy Cruise                    | Cameron Jensen-Bauer        | Filme televisivo                                                     |
| 2015–2016 | Bella and the Bulldogs              | Ace McFumbles               | 28 episódios                                                         |
| 2015      | Nickelodeon's Ho Ho Holiday Special | Snowflake                   | Filme televisivo                                                     |
| 2016      | Lasso & Comet                       | Lasso                       | Curta-metragem                                                       |
| 2016      | Teen Wolf                           | Alex                        | "Memory Lost" episódio                                               |
| 2017      | Bitch                               | Max Hart                    | Filme                                                                |
| 2017      | The Imbalancing Act                 | Theo                        | Curta-metragem                                                       |
| 2017      | General Hospital                    | Oscar                       | 2 episódios                                                          |
| 2017      | Super                               | Roy                         | Curta-metragem                                                       |
| 2018      | Lethal Weapon                       | Nunes                       | "Funny Money" episódios                                              |
| 2018      | Just Add Magic                      | Oren                        | "Just Add RJ" episódio                                               |
| 2018      | Everything Sucks!                   | McQuaid                     | 10 episódios                                                         |
| 2018      | Guess Who Died                      | Jeff                        | Filme televisivo                                                     |
| 2018      | Reach                               | Leo                         | Filme                                                                |
| 2019      | Relish                              | Theo                        | Filme                                                                |
| 2020      | Home Before Dark                    | Ethan                       | Temporada 1 e Temporada 2 "Apple Original"                           |